# Quincy Jones
Quincy Delightt Jones, Jr. (n. 14 martie 1933, Chicago, Illinois, SUA – d. 3 noiembrie 2024, Bel Air⁠(d), California, SUA) a fost un cântăreț, textier, compozitor, producător și aranjor american. De-a lungul carierei sale, a primit mai multe premii, inclusiv 28 de premii Grammy, un premiu Primetime Emmy și un premiu Tony, precum și nominalizări pentru șapte premii Oscar și patru premii Globul de Aur.
Jones a devenit cunoscut în anii 1950 ca aranjor și dirijor de jazz, înainte de a produce înregistrări pop de succes pentru Lesley Gore la începutul anilor 1960 (inclusiv „It's My Party”) și a servit ca aranjor și dirijor în mai multe colaborări dintre artiștii de jazz Frank Sinatra și Count Basie. Jones a produs trei dintre cele mai de succes albume ale starului pop Michael Jackson: Off the Wall (1979), Thriller (1982) și Bad (1987). În 1985, Jones a produs și a dirijat cântecul de caritate „We Are the World”, care a strâns fonduri pentru victimele foametei din Etiopia din anii 1980.
Jones a compus numeroase partituri de filme, inclusiv cele pentru The Pawnbroker (1965), În arșița nopții (1967), In Cold Blood (1967), The Italian Job (1969), The Wiz (1978) și The Color Purple (1985). A câștigat premiul Primetime Emmy pentru cea mai bună compoziție muzicală pentru un serial pentru miniseria Roots (1977). A primit un premiu Tony pentru cea mai bună relansare a unui musical ca producător pentru relansarea filmului Culoarea purpurie (The Color Purple) ca spectacol de Broadway în 2016.
De-a lungul carierei, el a primit numeroase premii onorifice, inclusiv Premiul Grammy Legend în 1992, Premiul Umanitar Jean Hersholt în 1995, Kennedy Center Honors în 2001, Medalia Națională a Artelor în 2011, Ordre des Arts et des Lettres în 2014 și Premiul de Onoare al Academiei (Oscarul onorific) în 2024. A fost numit unul dintre cei mai influenți muzicieni de jazz ai secolului al XX-lea de către Time.